# Rosie Malek-Yonan

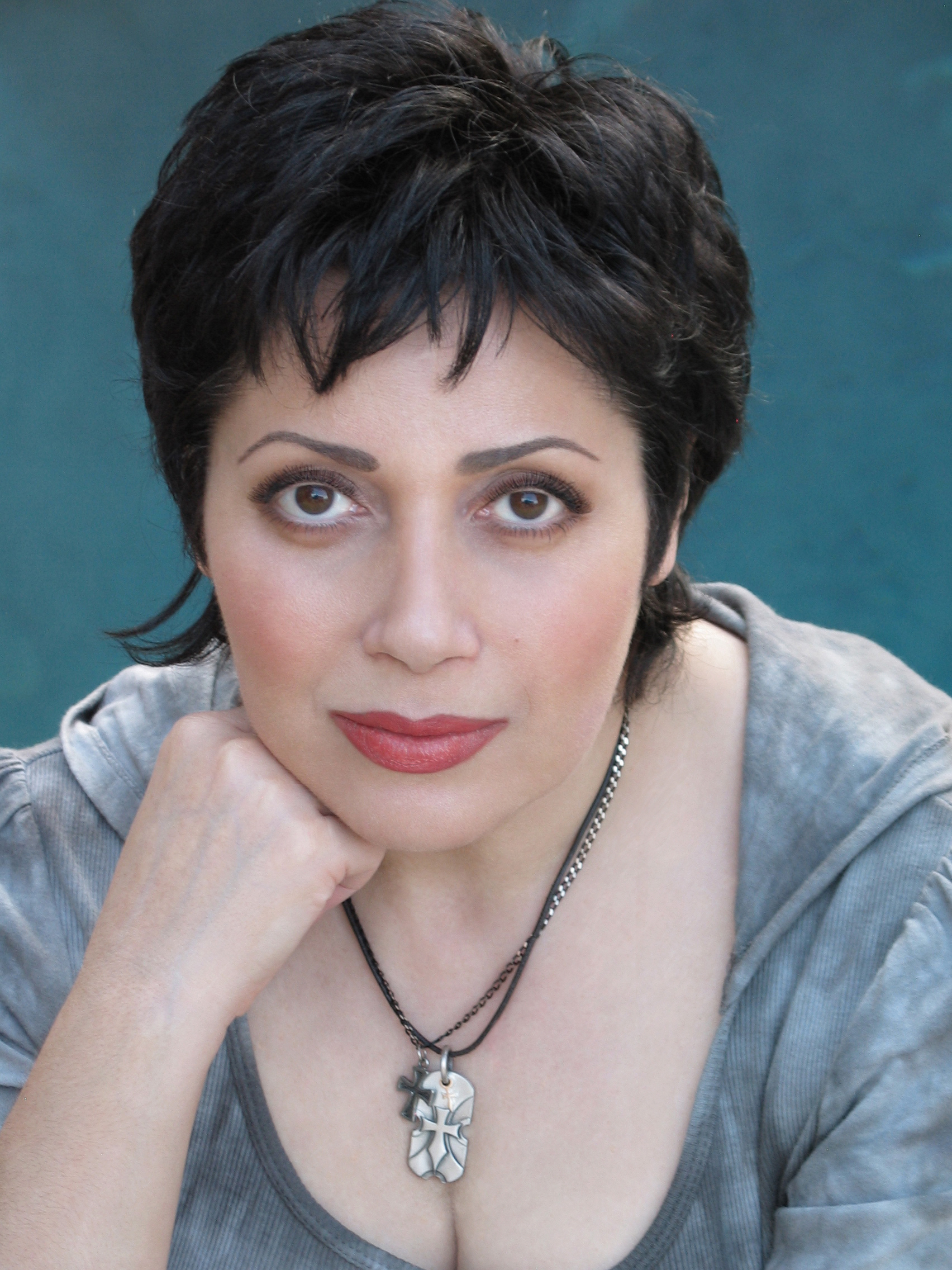
Rosie Malek-Yonan (2008)

Rosie Malek-Yonan (* 4. Juli 1965 in Teheran, Iran) ist eine assyrische Schauspielerin, Autorin, Regisseurin und Aktivistin.

## Abstammung
Malek-Yonan ist Nachkommin einer der ältesten und bekanntesten assyrischen christlichen Familien, deren Wurzeln beinahe elf Jahrhunderte zurückverfolgt werden können. Die Malek Familie bzw. ihr Stamm kam aus dem Dorf Geogtapah nahe der Stadt Urmia im Nordwesten des Iran.
Während des Völkermords an den Aramäern (1914–1918) verließen Frau Malek-Yonans Großeltern das Land ihrer Vorfahren. Die Familie Malek-Yonan floh nach Mesopotamien, wo ihr Vater George geboren wurde, während ihre Großmutter mütterlicherseits nach Russland floh und ihre Mutter Lida Bet-Benyamin zur Welt brachte. Jahre später kehrten beide Familien nach Teheran zurück, wo sich ihre Eltern trafen und heirateten.
Sie hat eine jüngere Schwester namens Monica, welche in vielen ihre Projekte eng mit ihr zusammenarbeitet.

## Künstlerische Karriere
Malek-Yonan ist Pianistin, Komponistin und Schauspielerin. Sie begann bereits in ihrer Jugend damit klassische Musik zu komponieren und setzte ihre musikalischen Studien später am Tehran Conservatory of Music fort.
Nach dem Besuch der University of Cambridge, ging sie in die Vereinigten Staaten, wo sie ihr Musik-Studium bei Saul Joseph am San Francisco Conservatory of Music und an der San Francisco State University (SFSU) fortsetzte. Gleichzeitig studierte sie Schauspielerei bei Ray Reinhardt am American Conservatory Theater und an der SFSU. Als Absolventin der SFSU mit zwei Graden in Musik, gewann sie in den frühen 1980er Jahren eine Einladung zum Studium an der renommierten American Academy of Dramatic Arts.
Noch während dieses Studiums hatte sie ihren ersten Fernsehauftritt in Der Denver-Clan (1983). Nach dem Studium erblühte ihre Schauspielkarriere. Sie hatte etliche Auftritte in Fernsehserien, wie etwa in California Clan (1986), Zeit der Sehnsucht (1987–1996), Mord ist ihr Hobby (1989), General Hospital (1991–2008), Babylon 5 (1995), Star Trek: Deep Space Nine (1996), Chicago Hope – Endstation Hoffnung (1996–1999), Beverly Hills, 90210 (1998), JAG – Im Auftrag der Ehre (2002–2003) und Schatten der Leidenschaft (1999–2003).
Filme, in denen sie spielte, sind unter anderem Mr. Success (1984), For Goodness Sake II (1996), Anniversary (2005) und Machtlos (2007).
2008 wurde ihr „one woman play“ An Assyrian Exodus in Hartford, Connecticut vorgestellt. Das Werk beruht auf Familientagebüchern, die 1918 während des Great Exodus from Urmia geschrieben wurden.

## Menschenrechtsaktivistin

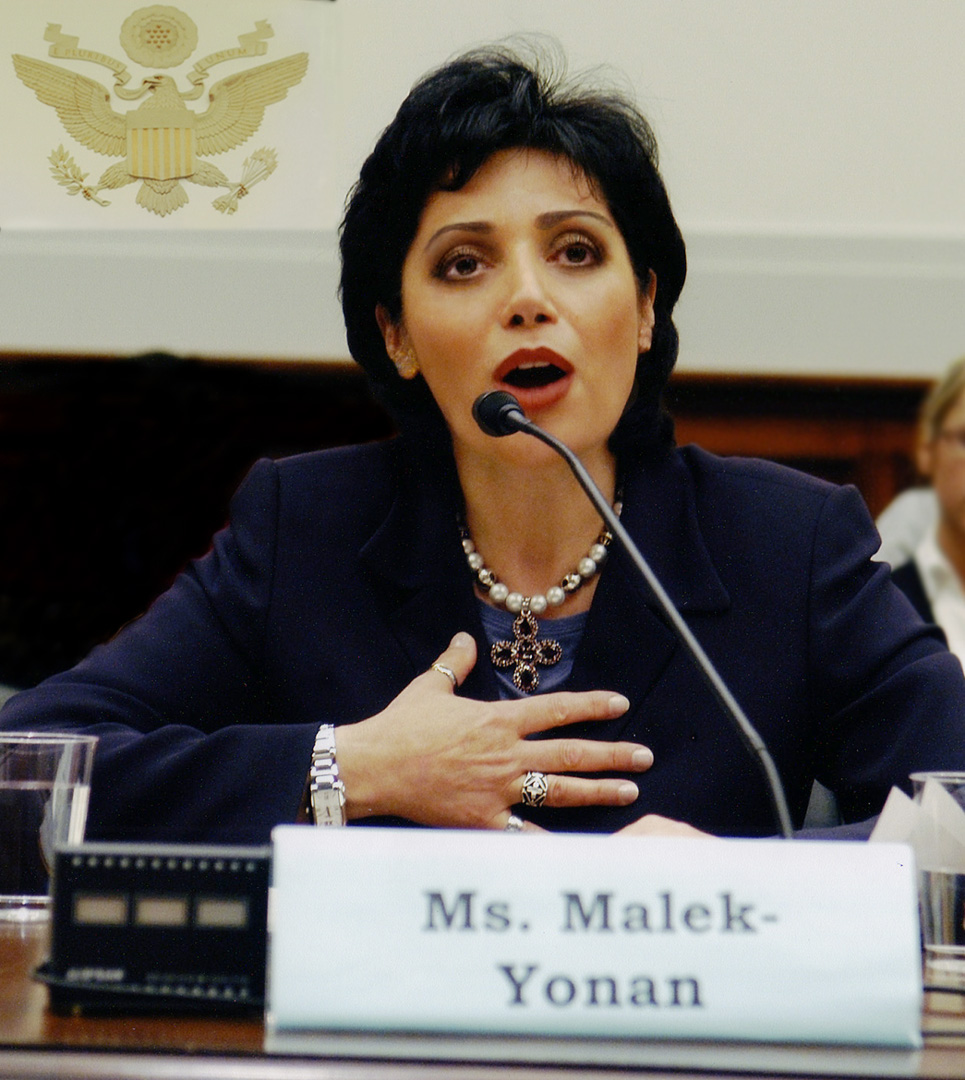
Rosie Malek-Yonan

Malek-Yonan setzt sich für die heutigen Assyrer im Nahen Osten ein. Sie macht insbesondere auf den Völkermord an den Aramäern von 1914 bis 1918 aufmerksam, sowie auf die Notlage der heutigen Assyrer im Nahen Osten seit der Invasion des Iraks (2003) durch die USA und die Koalition der Willigen.
Ebenfalls produzierte sie 2006 einen Dokumentarfilm zum Thema namens My Assyrian Nation on the Edge.

## Autorin
Ihr Buch The Crimson Field, ein historisches und literarisches Werk, basiert auf wahren Begebenheiten während des Völkermords an den Aramäern, im Schatten des Ersten Weltkriegs, wo 750.000 Assyrer von ottomanischen Türken, Kurden und Persern massakriert wurden.
Ihr Buch Seyfo: Genocide, Denial and the Right of Recognition ist eine Zusammenstellung von Artikeln und Reden, welche in Konferenzen des Europäischen Parlaments
gehalten wurden.

## Auszeichnungen
- Im September 2006 erhielt sie bei der 73. Annual Assyrian Convention in Chicago, Illinois die Auszeichnung Woman of the Year.[1]
- Für ihre zahlreichen Beiträge als Schauspielerin, Künstlerin, Regisseurin, Autorin und Aktivistin bekam Malek-Yonan im März 2008 vom Iranian American Political Action Committee (IAPAC) eine Auszeichnung für Excellence in Arts and Entertainment.[2]
- Beim Assyrian Universal Alliance’s 26th World Congress in Sydney, Australien, wurde Malek-Yonan als the 2009 Assyrian Woman of the Year ausgezeichnet.[3]

## Gemeinnützige Arbeit
- Malek-Yonan ist Gründungsmitglied der Assyrian Cultural and Arts Society
- 2009 wurde sie Botschafterin der schwedischen Organisation Assyrians Without Borders[4]

## Filmografie (Auswahl)
- 1983: Der Denver-Clan (Dynasty, Fernsehserie, eine Folge)
- 1984: Mr. Success (Fernsehfilm)
- 1986: Capitol (Fernsehserie, zwei Folgen)
- 1986: California Clan (Santa Barbara, Fernsehserie, zwei Folgen)
- 1987–1996: Zeit der Sehnsucht (Days of Our Lives, Fernsehserie, vier Folgen)
- 1989: Mord ist ihr Hobby (Murder, She Wrote, Fernsehserie, eine Folge)
- 1991: Gefährlicher Charme (Her Wicked Ways, Fernsehfilm)
- 1991–2008: General Hospital (Fernsehserie, vier Folgen)
- 1995: Babylon 5 (Fernsehserie, eine Folge)
- 1995: New York Cops – NYPD Blue (NYPD Blue, Fernsehserie, eine Folge)
- 1996: For Goodness Sake II
- 1996: Aus nächster Nähe (Up Close & Personal)
- 1996: Star Trek: Deep Space Nine (Fernsehserie, eine Folge)
- 1996–1999: Chicago Hope – Endstation Hoffnung (Chicago Hope, Fernsehserie, vier Folgen)
- 1997: Diagnose: Mord (Diagnosis Murder, Fernsehserie, eine Folge)
- 1998: Profiler (Fernsehserie, eine Folge)
- 1998: Seinfeld (Fernsehserie, eine Folge)
- 1998: Beverly Hills, 90210 (Fernsehserie, vier Folgen)
- 1999: Melrose Place (Fernsehserie, eine Folge)
- 1999–2003: Schatten der Leidenschaft (The Young and the Restless, Fernsehserie, drei Folgen)
- 2000: Practice – Die Anwälte (The Practice, Fernsehserie, eine Folge)
- 2002: CSI: Miami (Fernsehserie, eine Folge)
- 2002–2003: JAG – Im Auftrag der Ehre (JAG, Fernsehserie, zwei Folgen)
- 2005: Anniversary (Kurzfilm)
- 2006: My Assyrian Nation on the Edge (Dokumentation)
- 2007: Emergency Room – Die Notaufnahme (ER, Fernsehserie, eine Folge)
- 2007: Machtlos (Rendition)
- 2007: Life (Fernsehserie, eine Folge)
- 2008: Eli Stone (Fernsehserie, eine Folge)